# Józef Lempkowski
Józef Lempkowski (ur. 17 sierpnia 1909 w Wysoczynie, zm. ?) – polski rolnik, poseł na Sejm PRL III kadencji.

## Życiorys
Uzyskał wykształcenie podstawowe, pracował we własnym gospodarstwie rolnym w Nowym Podolu. Wstąpił do Zjednoczonego Stronnictwa Ludowego. W 1961 został posłem na Sejm PRL z okręgu Otwock, w parlamencie zasiadał w Komisji Zdrowia i Kultury Fizycznej.